# Dasytrogus glabripennis
Dasytrogus glabripennis är en skalbaggsart som beskrevs av Ernst Ballion 1870. Dasytrogus glabripennis ingår i släktet Dasytrogus och familjen Melolonthidae. Inga underarter finns listade i Catalogue of Life.